# Toetoes Harbour
Toetoes Harbour ist ein Naturhafen im Southland District der Region Southland auf der Südinsel von Neuseeland.

## Geographie
Der Toetoes Harbour befindet sich rund 35 km südöstlich von Invercargill an der Südseite der Südinsel von Neuseeland, mit Zugang zur Foveaux Strait, der Meerenge zwischen der Südinsel und Stewart Island. Der nach Süden hin geöffnete Naturhafen besitzt eine Länge von rund 4 km, wobei der Übergang vom Mataura River, der das Gewässer neben dem Titiroa Stream hauptsächlich speist, zum Toetoes Harbour fließend ist, was eine exakte Abgrenzung zwischen Fluss und Naturhafen erschwert. An seiner breitesten Stelle misst der Naturhafen rund 5,4 km und kommt insgesamt auf eine Küstenlänge von in etwa 12 km. Der Hafeneingang bemisst sich auf rund 110 m.